# Аратинга кубинський
Арати́нга кубинський (Psittacara euops) — вид папугоподібних птахів родини папугових (Psittacidae). Ендемік Куби.

## Опис

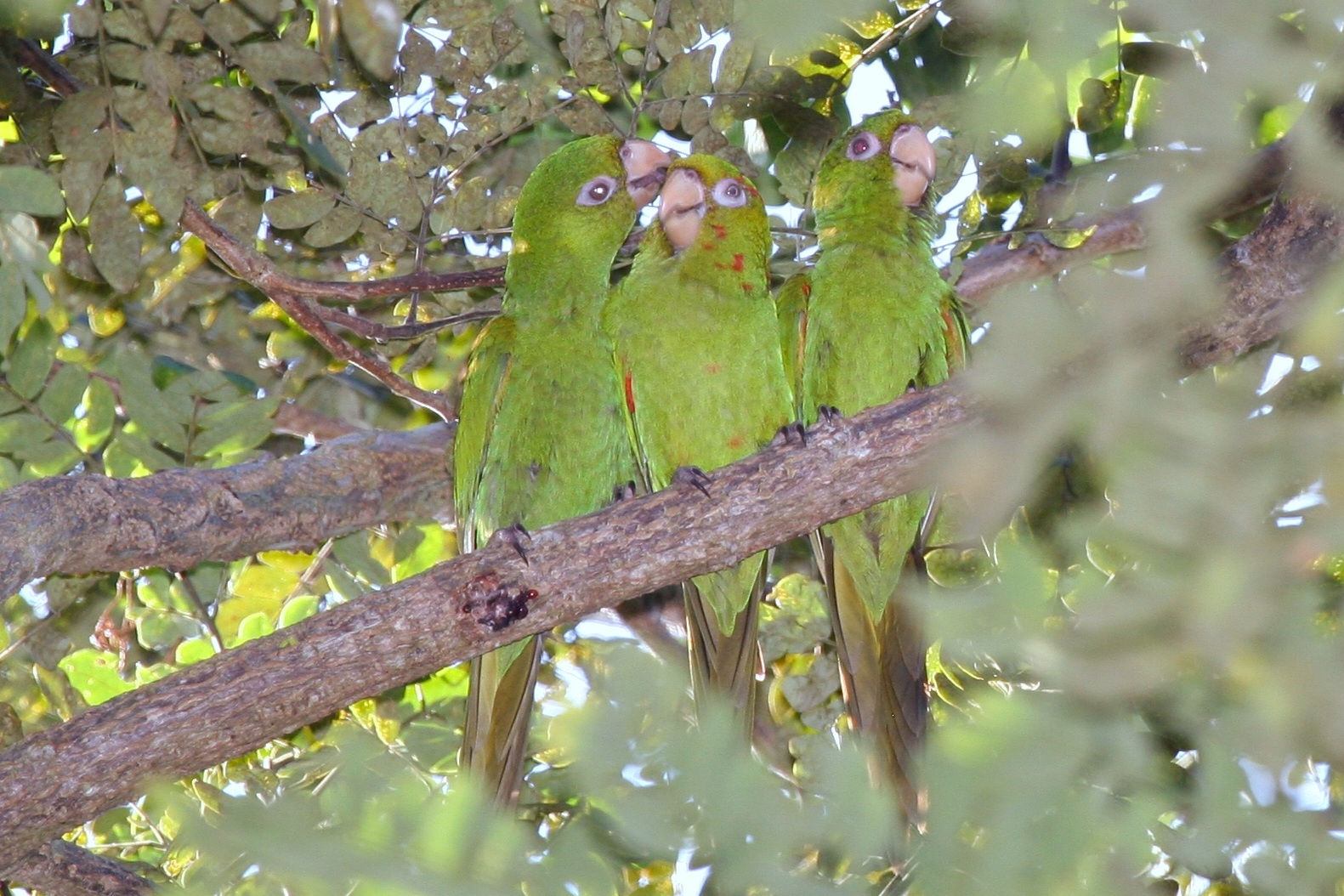
Кубинські аратинги

Довжина птаха становить 26 см, вага 78-96 г. Хвіст довгий, загострений. Забарвлення переважно зелене, нижня частина тіла жовтувато-зелена з оливковим відтінком. Плечі червоні, на голові, шиї і грудях є червоні плямки. Райдужки жовті, навколо очей кільця голої білої шкіри. Лапи сірувато-коричневі.

## Поширення і екологія
Кубинські аратинги є ендеміками Куби. Раніше вони мешкали також на Ісла-де-ла-Хувентуд, однак вимерли. Кубинські аратинги живуть в сухих тропічних лісах, на узліссях, в пальмових гаях Copernicia і Thrinax та в саванах. Зустрічаються зграями до кількох сотень птахів, на висоті до 1100 м над рівнем моря. іноді приєднуються до змішаних зграй птахів. Живляться плодами, насінням і бруньками. Сезон розмноження триває з травня по липень. Гніздяться в дуплах пальм і термітниках, іноді в покинутих дуплах кубинських дятлів. В кладці від 2 до 5 яєць. Інкубаційний період триває 22-23 дні, пташенята покидають гніздо через 45-50 днів після вилуплення.

## Збереження
МСОП класифікує цей вид як вразливий. За оцінками дослідників, популяція кубинських аратинг становить від 1500 до 7000 дорослих птахів. Вони раніше були одними з найбільш поширених ендемічних птахів Куби, однак наразі є доволі рідкісними. Кубинським аратингам загрожує знищення природного середовища і вилов з метою продажу на пташиних ринках.